# Лінійчук Майя Яківна
Майя Яківна Лінійчук (1 травня 1930 — 2003, Київ) — українська режисерка-документалістка.
Народилася 1 травня 1930 року. Померла 2003 року у Києві. Похована у Сквирі. Закінчила історико-теоретичний факультет Київської консерваторії імені П. І. Чайковського (1955) та режисерський факультет Київського інституту театрального мистецтва імені І. Карпенка-Карого (1966). Була викладачем музики, редактором Державного комітету радіомовлення і телебачення. Від 1965 року — режисер студії «Укркінохроніка».
Створила стрічки: «Свитязь-озеро» (1968), «Іван Микитенко» (1969), «Грані таланту» (1970), «Лісова пісня» (1971), «Співучі джерела» (1972), «Труд і пісня» (1972), «Нев'янучі барви» (1973), «Марко Черемшина» (1974), «Данило Заболотний» (1975), «Олімпійці серед нас» (1976), «Карпатські мелодії» (1977), «Композитор Лев Ревуцький» (1978), «Музика на все життя» (1979), «Іван Мар'яненко» (1980), «Павло Тичина» (1981), «Первісток п'ятирічки» (1981) та ін.
Була членом Національної спілки кінематографістів України.